# Фаррелл, Тами
Тами Николь Фаррелл (англ. Tami Farrell; род. 5 октября, 1984 года) — американская актриса, модель, телеведущая и победительница конкурсов красоты Юная мисс Орегон 2003, Юная мисс США 2003 и Мисс Калифорния 2009.

## Биография
Родилась в семье водителя грузового автомобиля и помощницы по специальному образованию. Страдает от Вазовагального обморока.
В 2003 году окончила школу Phoenix High School. Поддерживала студенткой такие клубы, как Sparrow Clubs USA и American Heart Association.
После проведения Юная мисс США, провела лето в Нью-Йорке. Приняла участие в летней интенсивной программе под названием «New York Conservatory for Dramatic Arts» и затем переезжает в Лос-Анджелес, для работы в индустрии развлечений.
Была судьёй на таких конкурсов красоты, как Мисс Вашингтон 2006 и Мисс Калифорния 2006.

## Юная мисс США 2003
Первую титул получила Юная мисс Орегон в 2002 году. Представляла штат на национальном конкурсе красоты Юная мисс США 2003, прошедший в Палм-Спрингс 12 августа, 2003 года. Получила специальную награду — мисс Конгениальность. Стала третьей представительницей штата Орегон, которая выиграла национальный титул.
Представляла «Miss Universe Organization». В тот же год, победительницей Мисс Вселенная 2003 стала Амелия Вега, представлявшая Доминиканскую республику и Мисс США 2003 — Сьюзи Кастилло, штат Массачусетс. 6 августа 2004 года, передала корону следующей победительнице конкурса красоты Шелли Хеннинг, представлявшая штат Луизиана.

## мисс Калифорния 2009
Летом 2008 года, стала победительницей «Мисс Малибу 2009». и участвовала в конкурсе красоты «Мисс Калифорния 2009», где стала Первой Вице Мисс.
10 июня 2009 года, стала «Мисс Калифорния 2009», после того, как победительница Кэрри Прежан, была лишена титула лично Дональдом Трампом. На национальном конкурсе Мисс США 2009, в интервью, Кэрри ответила спорно на вопрос о браке. Исполнительный режиссёр конкурса красоты Кит Льюис, заявил, что Кэрри Прежан была отстранена от участия из-за не исполнения этики, а не из-за спорного ответа. Со стороны участницы претензии нету.
Тами по поводу брака, ответила следующее: «Я не думаю, что я имею право или у кого-то есть право говорить кому-то, что они могут или не могут любить. И я считаю, что это проблема права. Думаю, что правильное решение, это решение голосующего».